# Blanche (zangeres)
Blanche (Brussel, 10 juni 1999), geboren als Ellie Noa Blanche Delvaux, is een Belgische zangeres.

## Biografie
Delvaux raakte begin 2016 in eigen land bekend door haar deelname aan The Voice Belgique, een talentenjacht gehouden door de RTBF. Ze werd uitgeschakeld in de op twee na laatste aflevering. In november van dat jaar werd ze door de RTBF intern aangeduid om België te vertegenwoordigen op het Eurovisiesongfestival 2017, onder haar artiestennaam Blanche. Op 8 maart 2017 werd haar lied City Lights officieel voorgesteld.
Op 9 mei 2017 bracht ze de halve finale van de liedjeswedstrijd tot een goed einde door door te stoten naar de finale. België werd tijdens de bekendmaking als tiende en laatste land afgeroepen in deze halve finale, om te mogen deelnemen in de finale op 13 mei, alwaar Blanche optrad als 23e van de 26 deelnemende landen. Blanche eindigde op de 4e plaats.
Op 7 november 2017 mocht Blanche de European Border Breakers Award in ontvangst nemen. Deze prijs wordt jaarlijks uitgereikt door de Europese Commissie aan tien jonge veelbelovende Europese artiesten die het jaar voordien grensoverschrijdend succes kenden met hun eerste release. Deze prijs werd hetzelfde jaar ook uitgereikt aan Kristian Kostov en Salvador Sobral, die beiden ook deelnamen aan het Eurovisiesongfestival 2017. Kostov mocht hierbij ook The Public's Choice Award in ontvangst nemen.
Op de Music Industry Awards 2017 won ze de prijs voor doorbraak en hit van het jaar.
In 2018 bracht Blanche nog drie singles uit: Wrong Turn, Soon en Moment. Enkel de laatste single bereikt de top 50 van de Waalse Ultratop. 
In 2020 bracht Blanche de singles Empire en Fences uit. Beide singles staan op haar debuutalbum Empire, dat uitgebracht werd in mei 2020.

## Discografie

### Singles
| Single met eventuele hitnotering(en) in de Nederlandse Top 40 | Datum van verschijnen | Datum van binnenkomst | Hoogste positie | Aantal weken | Opmerkingen                                                        |
| ------------------------------------------------------------- | --------------------- | --------------------- | --------------- | ------------ | ------------------------------------------------------------------ |
| City lights                                                   | 2017                  | 28-05-2017            | tip8            | 1            | Inzending Eurovisiesongfestival 2017 / Nr. 39 in de Single Top 100 |

| Single met hitnotering(en) in de Vlaamse Ultratop 50 | Datum van verschijnen | Datum van binnenkomst | Hoogste positie | Aantal weken | Opmerkingen                                                                |
| ---------------------------------------------------- | --------------------- | --------------------- | --------------- | ------------ | -------------------------------------------------------------------------- |
| City lights                                          | 08-03-2017            | 18-03-2017            | 1(2wk)          | 25           | Inzending Eurovisiesongfestival 2017 Nr. 1 in de Radio 2 Top 30 2× platina |
| Wrong turn                                           | 25-05-2018            | 02-06-2018            | Tip             | -            |                                                                            |
| Soon                                                 | 20-07-2018            | 18-08-2018            | Tip             |              |                                                                            |
| Moment                                               | 16-11-2018            | 24-11-2018            | Tip 34          | -            |                                                                            |

1956: Fud Leclerc + Mony Marc · 
1957: Bobbejaan Schoepen · 
1958: Fud Leclerc · 
1959: Bob Benny · 
1960: Fud Leclerc · 
1961: Bob Benny · 
1962: Fud Leclerc · 
1963: Jacques Raymond · 
1964: Robert Cogoi · 
1965: Lize Marke · 
1966: Tonia · 
1967: Louis Neefs · 
1968: Claude Lombard · 
1969: Louis Neefs · 
1970: Jean Vallée · 
1971: Lily Castel & Jacques Raymond · 
1972: Serge & Christine Ghisoland · 
1973: Nicole & Hugo · 
1974: Jacques Hustin · 
1975: Ann Christy · 
1976: Pierre Rapsat · 
1977: Dream Express · 
1978: Jean Vallée · 
1979: Micha Marah · 
1980: Telex · 
1981: Emly Starr · 
1982: Stella · 
1983: Pas de Deux · 
1984: Jacques Zegers · 
1985: Linda Lepomme · 
1986: Sandra Kim · 
1987: Liliane Saint-Pierre · 
1988: Reynaert · 
1989: Ingeborg · 
1990: Philippe Lafontaine · 
1991: Clouseau · 
1992: Morgane · 
1993: Barbara · 
1995: Frédéric Etherlinck · 
1996: Lisa del Bo · 
1998: Mélanie Cohl · 
1999: Vanessa Chinitor · 
2000: Nathalie Sorce · 
2002: Sergio & The Ladies · 
2003: Urban Trad · 
2004: Xandee · 
2005: Nuno Resende · 
2006: Kate Ryan · 
2007: The KMG's · 
2008: Ishtar · 
2009: Copycat · 
2010: Tom Dice · 
2011: Witloof Bay · 
2012: Iris · 
2013: Roberto Bellarosa · 
2014: Axel Hirsoux · 
2015: Loïc Nottet · 
2016: Laura Tesoro · 
2017: Blanche · 
2018: Sennek · 
2019: Eliot · 
2021: Hooverphonic · 
2022: Jérémie Makiese · 
2023: Gustaph · 
2024: Mustii · 
2025: Red Sebastian